# لویی سی. وایمن
لویی سی. وایمن (به انگلیسی: Louis C. Wyman) سناتور سابق عضو حزب جمهوری‌خواه ایالات متحده آمریکا بود. وی در سال ۱۹۷۵ میلادی سناتور ایالت نیوهمپشایر در سنای ایالات متحده آمریکا بود.

## اوایل زندگی و حرفه
وایمن در ۱۶ مارس ۱۹۱۷ در منچستر، نیوهمپشایر متولد شد. مادرش آلیس سیبلی (کرازبی) و پدرش لوئیس الیوت وایمن بود. او در سال ۱۹۳۸ از دانشگاه نیوهمپشایر در دورهام و در سال ۱۹۴۱ از دانشکده‌ی حقوق هاروارد فارغ‌التحصیل شد.